# The Thin Ice
The Thin Ice è una canzone della band inglese Pink Floyd, pubblicata nel 1979 come seconda traccia del doppio album The Wall.

## Descrizione
La canzone dura 2 minuti e 31 secondi. Inizialmente si sente il pianto di un bambino che funge da collegamento con il brano precedente, In the Flesh?; il pianto dura sei secondi e poi inizia la parte cantata da David Gilmour che dura circa 56 secondi seguita quindi dalla parte cantata da Roger Waters che dura circa 49 secondi, dopodiché comincia un assolo di chitarra che conclude il brano.

## Trama
Come le altre canzoni nell'album, The thin ice narra una parte della storia di Pink, il protagonista. In questo brano si narrano i primi anni di vita di Pink, quando non era ancora abbastanza grande per capire cosa fosse successo al padre. Il "ghiaccio sottile" ("thin ice") rappresenta il breve e delicato periodo d'innocenza che tutte le persone hanno nella vita, prima che comincino a capire ciò che succede nel mondo che li circonda.
In particolare il testo del terzo e del quarto verso 
 è una metafora che indica come le azioni che vengono fatte nel presente (nel caso di Pink la guerra) influiscano psicologicamente e/o spiritualmente anche sulle generazioni future.

## Versione video
Il video si apre con delle scene di militari in un accampamento che trasportano nell'ospedale del campo alcuni soldati morti o feriti gravemente; nella scena successiva si vedono dei militari in marcia.

Lo scenario cambia non appena entra la voce di Waters: viene inquadrata la camera d'albergo in cui alloggia Pink, vuota, e il protagonista che galleggia in una piscina. All'inizio dell'assolo di chitarra Pink comincia a dimenarsi nell'acqua, che lui vede come se fosse sangue. Per alcuni secondi appare la faccia del padre di Pink nello straziante urlo prima del bombardamento in cui muore, poco dopo appare di nuovo, questa volta distorta. Nell'immagine che chiude il video si vede Pink immobile in una piscina di sangue.

## Formazione

### Pink Floyd
- Roger Waters: voce principale (secondo verso), basso elettrico
- David Gilmour: voce principale (primo verso), chitarra principale, sintetizzatore Prophet-5
- Nick Mason: batteria
- Richard Wright - organo Hammond, pianoforte